# Копнино
Копнино (на руски: Копнино) е село в Селивановски район на Владимирска област в Русия. Влиза в състава на Волосатовската селска община.

## География
Селото е разположено на брега на река Кестромка (в басейна на река Ока) на 5 км южно от центъра на общината Новий Бит и на 10 км северозападно от районния център, работническото селище Красная Горбатка.

## История
През 1809 г. със средства на помешчика Козловски е построена каменна църква. Енорията на църквата се състои от селата Копнино, Матвеевка, Василиевски двори и Бараково Саранчи. В тях, според клирските ведомости, има 379 души от мъжки пол и 389 от женски.
В края на XIX – началото на XX век селото влиза в състава на Тучковска волост на Судогодски уезд.
От 1929 г. Копнино е в състава на Скаловския селски съвет на Селивановски район, а по-късно и до 2005 г. е център на Копнинския селски съвет.

## Съвременно состояние
В селото има Копнинско начално общообразователно училище, пощенски клон, селскостопанско предприятие.

## Забележителности
В селото се намира полуразрушентата църква „Николай Чудотворец“ (1809).